# 安艺中野站
安藝中野站（日语：／ Aki-nakano eki */?）是一個位於廣島縣廣島市安藝區中野二丁目、屬於西日本旅客鐵道（JR西日本）山陽本線的鐵路車站。

## 車站結構
側式月台1面1線與島式月台1面2線，合計2面3線的地面車站。1號月台側設有站舍，島式月台（2、3號月台）以跨線天橋聯絡。

### 月台配置
| 月台 | 路線     | 方向 | 目的地         | 備註                  |
| ---- | -------- | ---- | -------------- | --------------------- |
| 1    | 山陽本線 | 上行 | 西條、三原方向 | 一部分於2號月台       |
| 2、3 | 山陽本線 | 下行 | 廣島、岩國方向 | 2號月台只限一部分列車 |

## 相鄰車站
西日本旅客鐵道
 山陽本線
■快速「通勤Liner」
通過
■普通
中野東－安藝中野－海田市
1. ↑  截至2016年3月26日，全日1522M（10:49發　普通白市行）、平日1548M（16:51發　普通瀬野行）使用。
2. ↑  截至2016年3月26日，平日1537M（14:14發　普通岩國行）、周末假日1537M（14:14發　普通大野浦行）、平日1547M（16:32發　普通南岩国行）、周末假日1547M（16:29發　普通岩國行）使用。